# Aquaterrarium

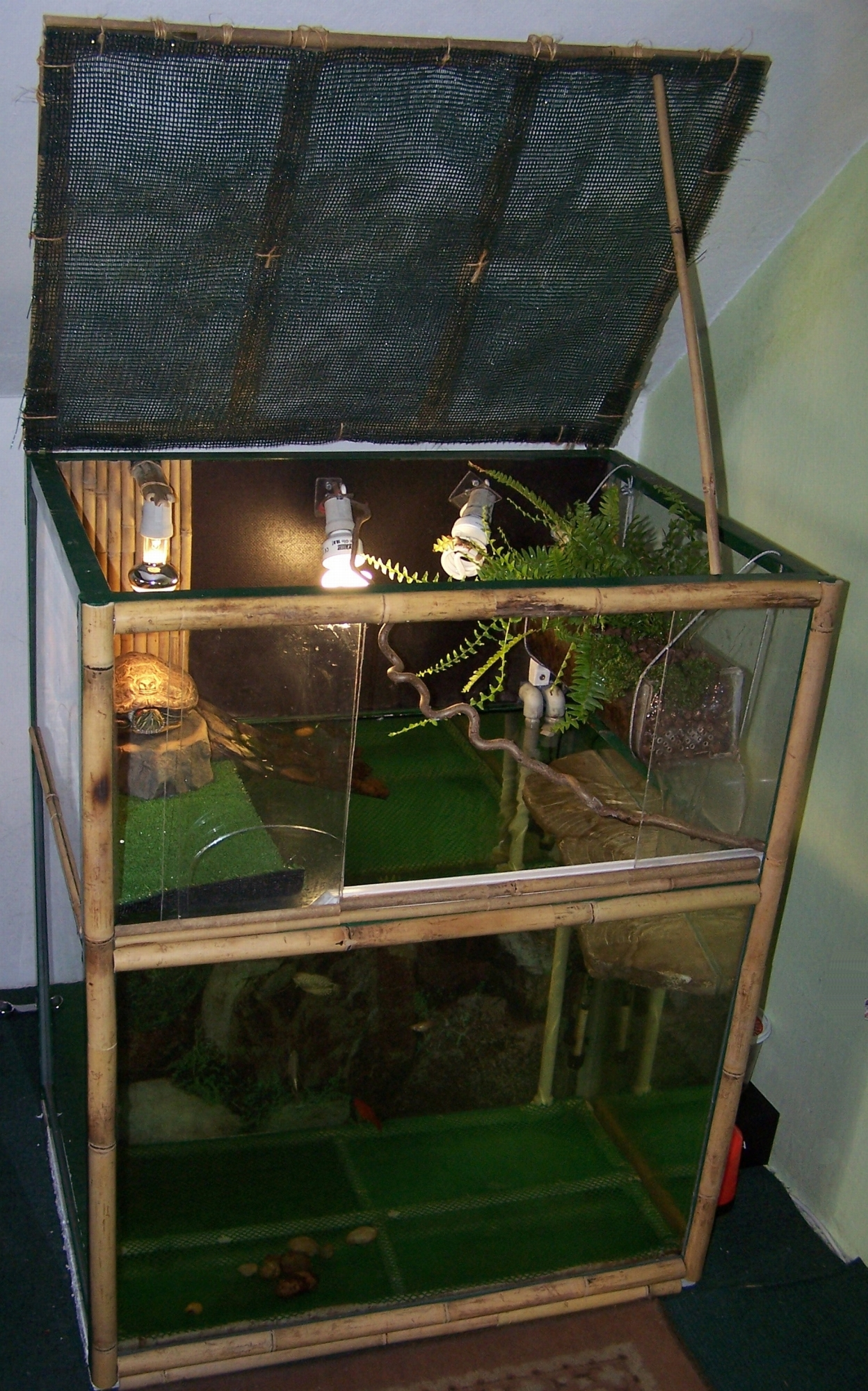
Ein geöffnetes Aquaterrarium

Das Aquaterrarium ist eine Art Vivarium und bildet einen fließenden Übergang vom Aquarium zum Terrarium. Der Begriff (also das nachgestellte Biotop) selbst ist nicht enger differenziert.
Aquaterrarien können verschiedene Biotope darstellen, um den Tieren eine möglichst artgerechte Haltung zu ermöglichen.
Unterarten des Aquaterrariums sind:
- Paludarien (Sumpfaquaterrarium);
- Rivarien (Bachlaufaquaterrarium);
- Riparien (Aquaterrarium mit vorwiegend Ufergestaltung) und
- Insularien (Landanteil bildet eine Insel).

Oft werden Unterarten des Aquaterrariums (Riparium und Rivarium) ebenfalls als Paludarien bezeichnet,  obwohl sie kein Sumpfbiotop darstellen.

## Paludarium

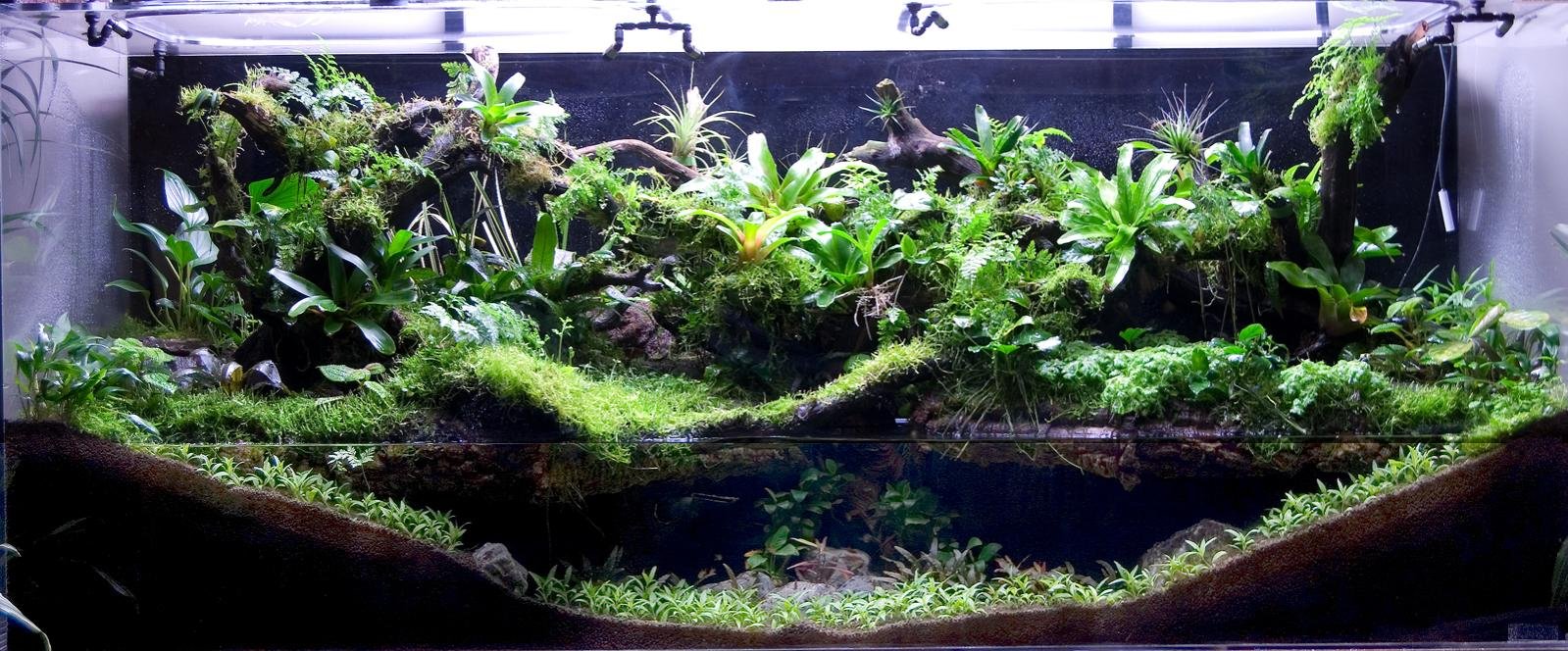
Ein Paludarium

Ein Paludarium (von lateinisch palus Sumpf) oder Sumpfaquarium ist eine Sonderform des Aquaterrariums, es stellt ein Sumpfgebiet nach und dient insbesondere der Haltung von Amphibien und wasserliebenden Reptilien. Im Paludarium herrschen regenwaldähnliche Verhältnisse. Die Luftfeuchtigkeit ist mit etwa 70 bis 80 Prozent deutlich höher als in einem reinen Terrarium.
Sehr große Paludarien werden in Tierparks genutzt, um Tiere in ihrer natürlichen Umgebung zu zeigen.

### Einrichtung
Es gibt offene und geschlossene Paludarien. Der Behälter ist entweder ein aus Aquarium und zusätzlichen Glaswänden und -abdeckung zusammengesetztes Konstrukt oder ein Terrarium mit höherem Bodensteg. Die meisten Paludarien sind durch die geforderte hohe Luftfeuchtigkeit geschlossen. Eine ausreichende Frischluftzufuhr muss gewährleistet und die hohe Luftfeuchtigkeit kann durch das Versprühen von Wasser oder durch eine Beregnungsanlage erzeugt werden. Der Wasserteil eines Paludariums benötigt im Prinzip die gleiche Technik wie ein klassisches Aquarium. Auch wenn ein reines Paludarium nur Sumpf nachstellt, muss dennoch regelmäßig ein Wasserwechsel stattfinden oder dauerhaft eine Wasserfilterung (Hamburger Mattenfilter) integriert sein. Das Wasser sollte nur einen geringen Härtegrad und einen leicht sauren pH-Wert haben. Manche Reptilien und Amphibien benötigen spezielles Licht oder Zonen, in denen sie sich trocknen oder aufwärmen können.

### Pflanzen
Je nach dem natürlichen Biotop der zu haltenden Tierart kann der Bewuchs zwischen eher karg bis zu sehr üppig schwanken. Eine typische Bepflanzung besteht aus submers (unter dem Wasser) und emers (aus dem Wasser heraus oder auf Land) wachsenden Pflanzen, wie z. B. Anubias, Cyperus und Spathiphyllum. Sehr geeignet hierfür sind Feuchtigkeit liebende Pflanzen wie Bromelien, Sanseveria oder Farne. Die Pflanzen tragen dann ihren Teil zur Regulierung der Luftfeuchtigkeit bei.
Moose und Farne sind häufige anspruchslose Bepflanzungen. Es können auch Orchideen eingesetzt werden, die jedoch eine nicht zu hohe Luftfeuchtigkeit bevorzugen. Bei der Einrichtung eines Paludariums ist zu beachten, dass die Pflanzen durch das Mikroklima gefördert fast doppelt so groß werden können, als das außerhalb eines Paludariums beobachtet werden kann.

### Tiere
In Paludarien werden normalerweise exotische Reptilien oder Amphibien gehalten. Das Paludarium eignet sich hervorragend für wasserliebende Tiere aus feuchtwarmen Lebensräumen mit tropischem oder subtropischem Klima. Der Schützenfisch ist für ein großes Paludarium mit relativ großem Wasseranteil und emers wachsender Bepflanzung ein idealer Besatz. Seine Jagdstrategie lässt sich bei der Fütterung mit Futterinsekten wie Heimchen oder Grillen gut beobachten.
Für Paludarien geeignete Tierarten sind:
- Amerikanischer Ochsenfrosch
- Axolotl
- Gelbwangenschmuckschildkröte
- Grüne Wasseragame
- Landeinsiedlerkrebs

- Gewöhnliche Moschusschildkröte
- Strumpfbandnatter
- Tigersalamander
- Korallenfinger-Laubfrosch
- Harlekinkrabbe (Colorkrabbe)

Bei der Zucht und Haltung ist zu beachten, dass eine Reihe früher häufig gehaltener Arten, darunter Nordamerikanischer Ochsenfrosch und Gelbwangen-Schmuckschildkröte in der Liste invasiver gebietsfremder Arten von unionsweiter Bedeutung aufgeführt sind. Damit dürfen sie in der Europäischen Union nicht mehr eingeführt, dort gehandelt, gehalten, gezüchtet oder freigelassen werden.

## Rivarium
Ein Rivarium ist ein Aquaterrarium, in welchem ein kleiner Bachlauf oder Wasserfall angelegt ist. Die Rückwände sind meist bepflanzt. Die Wasserbewegung wird durch eine Aquariumpumpe betrieben. Mit einer Ultraschall-Verneblung kann dieser Wasserfall auch als Nebelwand simuliert werden um Plätscher-Geräusche zu minimieren.
Ein Rivarium eignet sich für verschiedene Froscharten, Lurche und andere Amphibien.

## Riparium

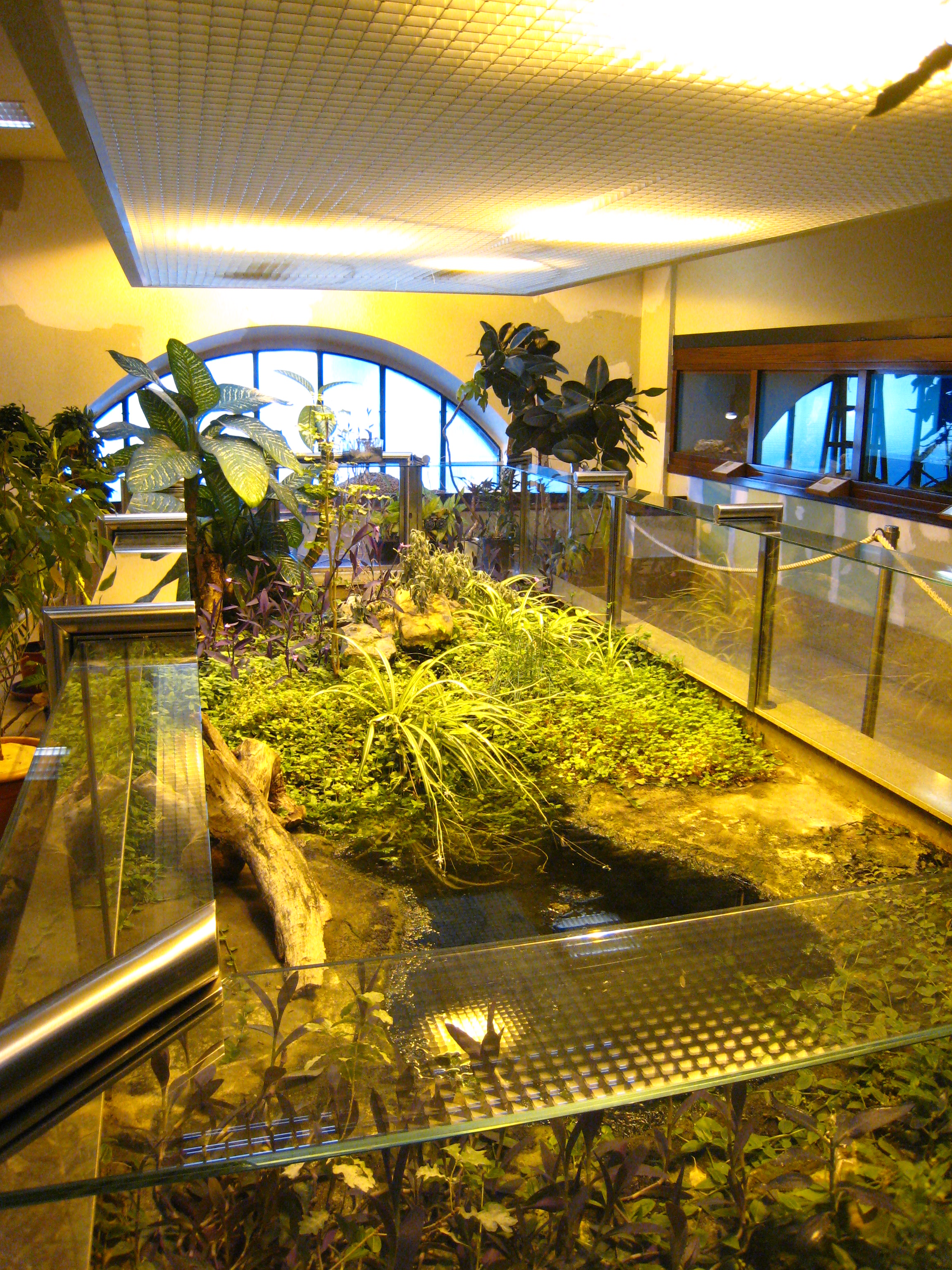
Riparium im Aquario marino di Trieste

Das Riparium ist ein in der Vivaristik selten genutzter Begriff und beschreibt die Sonderform eines Aquaterrariums, welches einen Ufer-Biotop nachstellt (lat. 'ripa' = Ufer).
Ein Uferterrarium besitzt einen mehr oder weniger klar von einem Wasserteil abgegrenzten Landteil. Der Landteil selbst oder der Großteil des Landteils ist nicht dauernass und wird von terrestrischen Pflanzen bewachsen.
In der Praxis werden Riparien oft mit Paludarien verwechselt oder gleichgesetzt.